# ロバート・フィールズ
ロバート・フィールズ（Robert Fields、1938年7月10日 - ）は、アメリカ合衆国の俳優。

## 出演作品
- パズル
- あやしい奴ら
- 法と秩序
- LAW & ORDER　ロー＆オーダー シーズン1
- アンナ
- ステップフォード・ワイフ
- スポーツクラブ
- 濡れた欲望
- ある戦慄（ケネス・オーティス）
- 特捜刑事マイアミ・バイス（シーズン5）